# Fire albumblad
Fire albumblad (Vier bladzijden uit een album) is een compositie van Edvard Grieg. Het is een vierdelig werkje dat hij kon uitgeven in 1878 via Warmuth in toenmalig Oslo. De eerste drie delen vielen niet zo zeer in de smaak van publiek en critici; deel 4 was een blijvertje. Grieg gaf daar zelf de reden voor. Tijdens het schrijven ging hij op in de Noorse natuur met haar natuurlijke stiltes en geluiden via het uitzicht van Lofthus in de buurt van de Hardangerfjord. De vier delen zijn niet vlak achter elkaar geschreven. De eerste uitgave(n) vermeldde(n) de exacte jaren van componeren:
- Allegro con moto (1864) in As majeur
- Allegretto espressivo (1874) in F majeur
- Vivace (1876) in A majeur
- Andantino serioso (1878) in cis mineur

De muziek is lichtvoetig, deel 4 is wat serieuzer van klank met een aanduiding “serioso” en een mnieur toonsoort. 
De vier kunnen zowel gezamenlijk als los van elkaar gespeeld worden. Er zijn talloze opnamen van de werkjes beschikbaar, meestal toch wel bij elkaar. 